# Jean-Sylvain Babin
Jean-Sylvain Claude Babin (ur. 14 października 1986 w Corbeil-Essonnes) – francuski piłkarz występujący na pozycji obrońcy w Sportingu Gijón.